# Donald A. McLean
Pour les articles homonymes, voir McLean.
Donald A. McLean (1907-1973) est un entrepreneur et un homme politique canadien.

## Biographie
Donald A. McLean naît le 27 janvier 1907 à Inverness, en Nouvelle-Écosse. Libéral, il est nommé sénateur sur avis de Lester Pearson le 15 mars 1968 et le reste jusqu'à sa mort, le 5 novembre 1973.